# Chelidonura leopoldoi
Chelidonura leopoldoi is een slakkensoort uit de familie van de Aglajidae. De wetenschappelijke naam van de soort is voor het eerst geldig gepubliceerd in 1997 door Ortea, Moro & Espinosa.